# Otto Reckstat

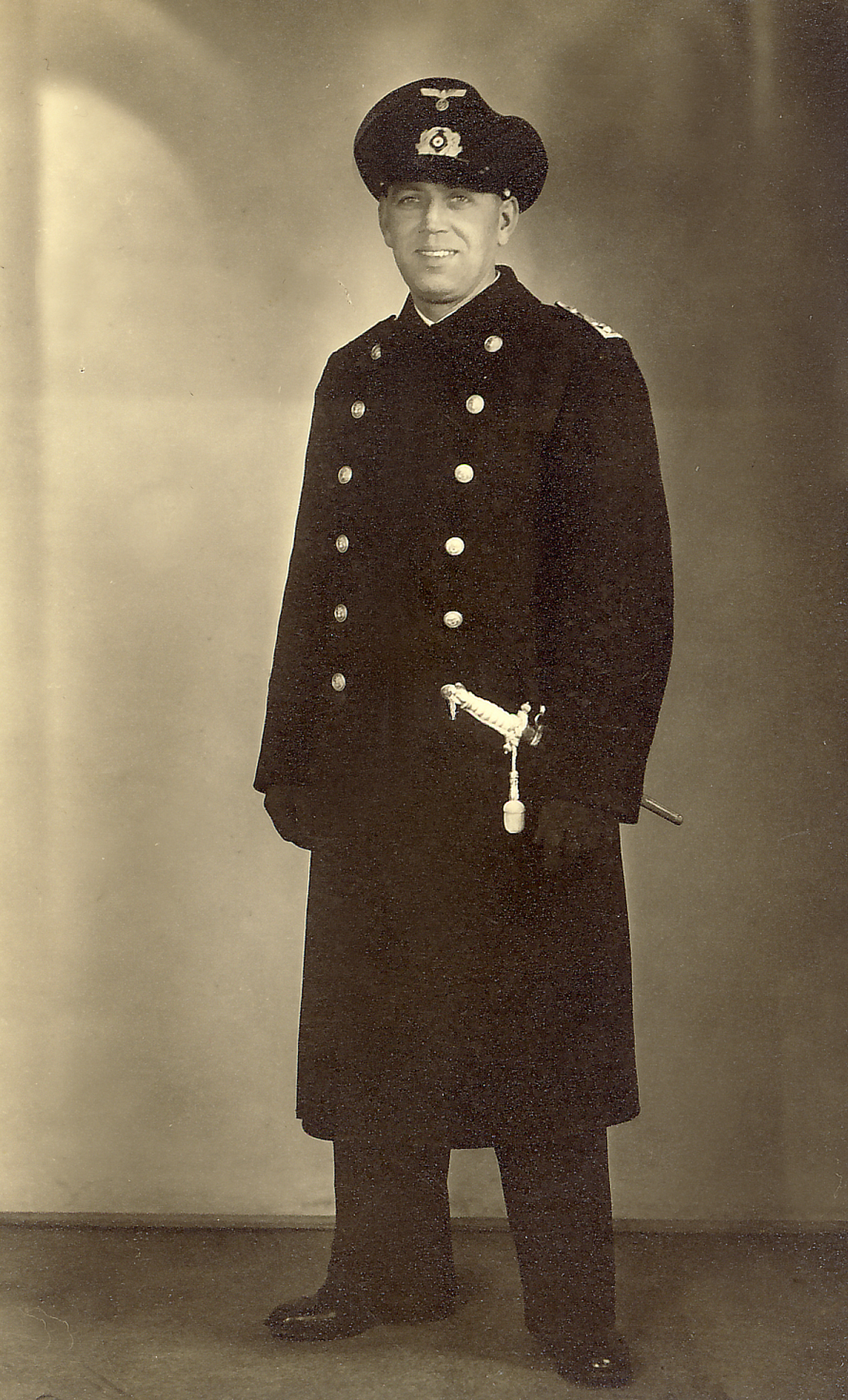
Otto Reckstat als Bootsmann der Kriegsmarine im Zweiten Weltkrieg

Otto Reckstat (* 11. September 1898 auf Gut Ramberg, Ostpreußen; † 22. Juni 1983 in Bremen) war ein deutscher Industriearbeiter und Gewerkschaftsfunktionär. Während der Arbeitererhebung am 17. Juni 1953 in der DDR war er Streikführer in der mitteldeutschen Stadt Nordhausen und wurde zur dortigen Symbolfigur des Arbeiteraufstandes.

## Leben

### Herkunft, Erster Weltkrieg, Gewerkschafter
Otto Reckstat wurde als Sohn des Kutschers Wilhelm Reckstat auf dem Gut Ramberg in Ostpreußen geboren und besuchte die Schule in Berlin-Oberschöneweide. Nach seiner Schulzeit ging er als Schiffsjunge zur Seefahrt und trat 1913 als Berufssoldat in die Kaiserliche Marine ein. Er nahm am Ersten Weltkrieg teil und wurde 1919 im Rang eines Torpedo-Bootsmannsmaats entlassen. Danach arbeitete er zunächst als Kabellöter im thüringischen Sondershausen und wurde Betriebsrat. 1928 wurde er hauptamtlicher Gewerkschaftssekretär im benachbarten Nordhausen und wirkte dort bis 1933 als Bezirksleiter der Transportgewerkschaft.

### Stadtverordneter, NS-Verfolgter, Zweiter Weltkrieg
Reckstat war seit 1921 Mitglied der SPD, gehörte seit 1923 dem Reichsbanner Schwarz-Rot-Gold an und war seit 1931 Mitglied der Eisernen Front. Anfang 1933 wurde Reckstat sozialdemokratischer Stadtverordneter in Nordhausen.
In der Zeit des Nationalsozialismus wurde Reckstat aufgrund seiner politischen Funktionen als Kreisleiter des Reichsbanners und der Eisernen Front von den Nationalsozialisten verfolgt. Der NSDAP-Politiker, Stadtverordnetenvorsteher (ab März 1933) und spätere Oberbürgermeister (ab Juli 1933) von Nordhausen, Heinz Sting (1904–1976) forderte Reckstat auf, sich der weiteren Ausübung des Mandats als Stadtverordneter zu enthalten, da dies eine „Gefährdung der öffentlichen Sicherheit“ darstelle.
Kurz nach der Machtergreifung wurde Reckstat von den Nationalsozialisten im März 1933 in sogenannte Schutzhaft genommen. Nach kurzer Haftunterbrechung wurde er am 26. Juni 1933 erneut festgenommen und war bis Dezember 1933 im Konzentrationslager Esterwegen im Emsland inhaftiert, wo er Zwangsarbeit leisten musste. Er gehörte zu denjenigen Häftlingen, die aufgrund einer Amnestie anlässlich der Novemberwahlen zu Weihnachten 1933 entlassen wurden.
Nach seiner Entlassung aus der Schutzhaft musste Reckstat auf Anordnung der Geheimen Staatspolizei (Gestapo) Nordhausen verlassen. Er war zunächst einige Zeit erwerbslos und fand dann eine Anstellung als Inspektor bei der Herold Versicherungsgruppe. Später arbeitete Reckstat bei einer Elektrofirma, wo er 1940 die Meisterprüfung ablegte. Während des Zweiten Weltkriegs wurde er am 3. August 1940 zur Wehrmacht einberufen und diente bei der Kriegsmarine. 1944 geriet er in britische Kriegsgefangenschaft, aus der er zwei Jahre nach Kriegsende 1945 im Mai 1947 freikam.

### Industriearbeiter und Gewerkschafter in der DDR, Streikführer, Haftzeit
Seit 1947 lebte Reckstat wieder in Nordhausen. 1947 war er Mitbegründer einer Elektrofirma in Nordhausen, die allerdings wenig später in Konkurs geriet und aufgelöst wurde.
Ende der 1940er Jahre trat er der SED bei, wurde jedoch im Juli 1950 wegen „Nichtunterzeichnung zur Ächtung der Atombombe“ und als „Feind der sozialistischen Sowjetunion“ ausgeschlossen. Eine Anerkennung als „Verfolgter des Naziregimes“ wurde ihm daraufhin verwehrt.

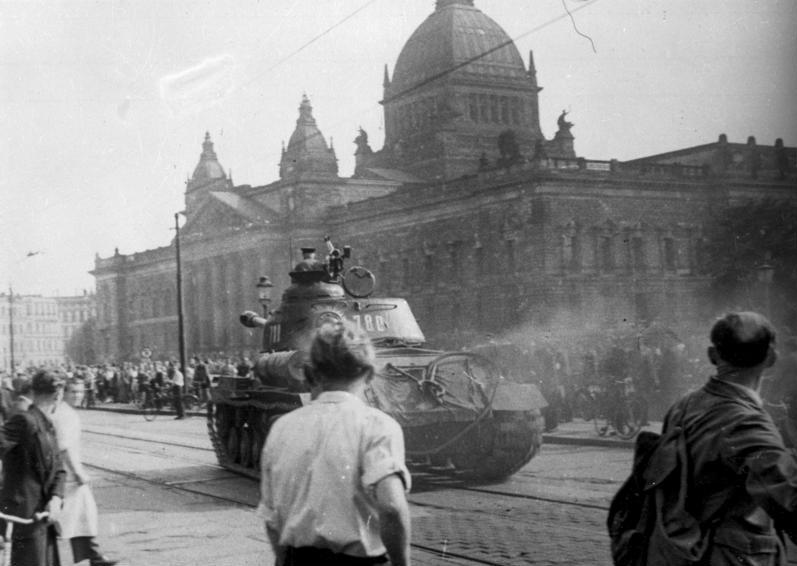
Niederschlagung des Arbeiteraufstands im Juni 1953 in der DDR durch sowjetische Panzer (hier in Leipzig)

Seit 1952 war er Gewerkschaftsvertrauensmann beim VEB ABUS-Maschinenbau Nordhausen, wo er als Hilfsschlosser arbeitete. Das Nordhäuser Unternehmen gehörte in dieser Zeit zur VVB ABUS („Arbeitsmittel für Bergbau und Schwerindustrie“) in Halle (Saale) und stellte u. a. Kräne her. Während des Arbeiteraufstandes im Juni 1953 in der DDR wurde Nordhausen zu einem Zentrum der Unruhen im Bezirk Erfurt. Bereits Anfang Juni 1953 erfolgten erste Streikaktionen gegen die verfügten Arbeitsnormerhöhungen. Am 17. Juni gab es Streiks in vielen Betrieben in Nordhausen, so unter anderem im VEB IFA-Schlepperwerk, im Schachtbau- und Bohrbetrieb und auch an Reckstats Arbeitsstätte, dem VEB ABUS Maschinenbau Nordhausen. Die Losungen der Streikenden wurden bald politisch und richteten sich sowohl gegen die amtierende DDR-Regierung als auch gegen den von der Sowjetarmee verhängten Ausnahmezustand. Zudem sprachen die Streikenden sich für freie Wahlen aus. Die Streiks und Unruhen hielten auch noch am 18. Juni an, dann besetzten unter dem Schutz der Sowjetarmee Volkspolizei-Einheiten die Betriebe.
Reckstat war als überzeugend auftretender und umsichtiger Streikleiter zur Symbolfigur und zum Wortführer der Arbeiter in seinem Betrieb geworden. Am 8. Juli 1953 legte er ein 16-Punkte-Programm vor und brachte es zur Abstimmung. Indes wollte die SED jegliche offene Diskussion unterbinden und hatte bereits unmittelbar nach der Arbeitererhebung damit begonnen, die Ursachen bewusst zu vertuschen und den Aufstand als „faschistischen“ und „konterrevolutionären Putschversuch“ zu deklarieren. So wurde auch im „Fall Reckstat“ bei einer am 17. Juli einberufenen Belegschaftsversammlung auf Druck der SED-Kreisleitung beschlossen, „Reckstat als Feind aus dem FDGB auszuschließen und aus dem Betrieb zu entlassen“. Im Anschluss wurde er von Mitarbeitern des Ministeriums für Staatssicherheit (MfS) in seiner Wohnung verhaftet. Noch am selben Tag berichtete das SED-Zentralorgan Neues Deutschland ausführlich über den „Provokateur“ Reckstat und seine „Taten“; zudem wurde Reckstat als „Renegat“ und „Mann [Kurt] Schumachers“ bezeichnet, der die Arbeiterklasse in den Dienst des „faschistischen Putsches“ stellen wolle.
Das Bezirksgericht Erfurt verurteilte Reckstat im Oktober 1953 als „imperialistischen Agenten“ wegen Kriegs- und Boykotthetze zu acht Jahren Zuchthaus sowie zu fünf Jahren Sühnemaßnahmen nach der Kontrollratsdirektive Nr. 38. Auf Gesuch seiner in Großbritannien lebenden Tochter Herta Simpson an Staatspräsident Wilhelm Pieck wurde er nach vier Jahren am 21. Dezember 1956 aus der Strafjustizvollzugsanstalt Gräfentonna vorzeitig entlassen und die Reststrafe zur Bewährung ausgesetzt. Außerdem wurde ihm zur Auflage gemacht, Nordhausen nicht zu verlassen. Anfang Februar 1957 fand er eine Anstellung als Elektriker im VEB Werkzeugstielfabrik Nordhausen. Nachdem er seinen pflegebedürftigen Vater zu seiner Schwester nach Ost-Berlin gebracht hatte, wurde er vom MfS verstärkt überwacht; ein Antrag auf Erteilung eines Interzonenpasses wurde abgelehnt.

### Flucht aus der DDR, Leben in der Bundesrepublik Deutschland
Als an seiner Arbeitsstätte ein Elektromotor ausbrannte, wodurch die Arbeit in seiner Abteilung zum Stillstand kam, befürchtete Reckstat, der Sabotage angeklagt zu werden, und flüchtete am 30. November 1957 zusammen mit seiner Frau über West-Berlin nach Westdeutschland, wo er im Januar 1958 in Bremen bei der Klöcknerhütte sowohl eine Wohnung als auch eine Anstellung als Elektriker fand. Einige Jahre war er dort Vorsitzender der Betriebsgruppe der SPD, 1971 erhielt Reckstat eine Ehrenurkunde für seine 50-jährige Mitgliedschaft in der SPD. 1963 ging er in den Ruhestand.
Reckstat war seit 1921 mit Anna Rosa Kretschmann († 1946) verheiratet; beide hatten zwei Kinder. Im März 1949 heiratete er Berta Bollmann († 1975).

## Gedenken

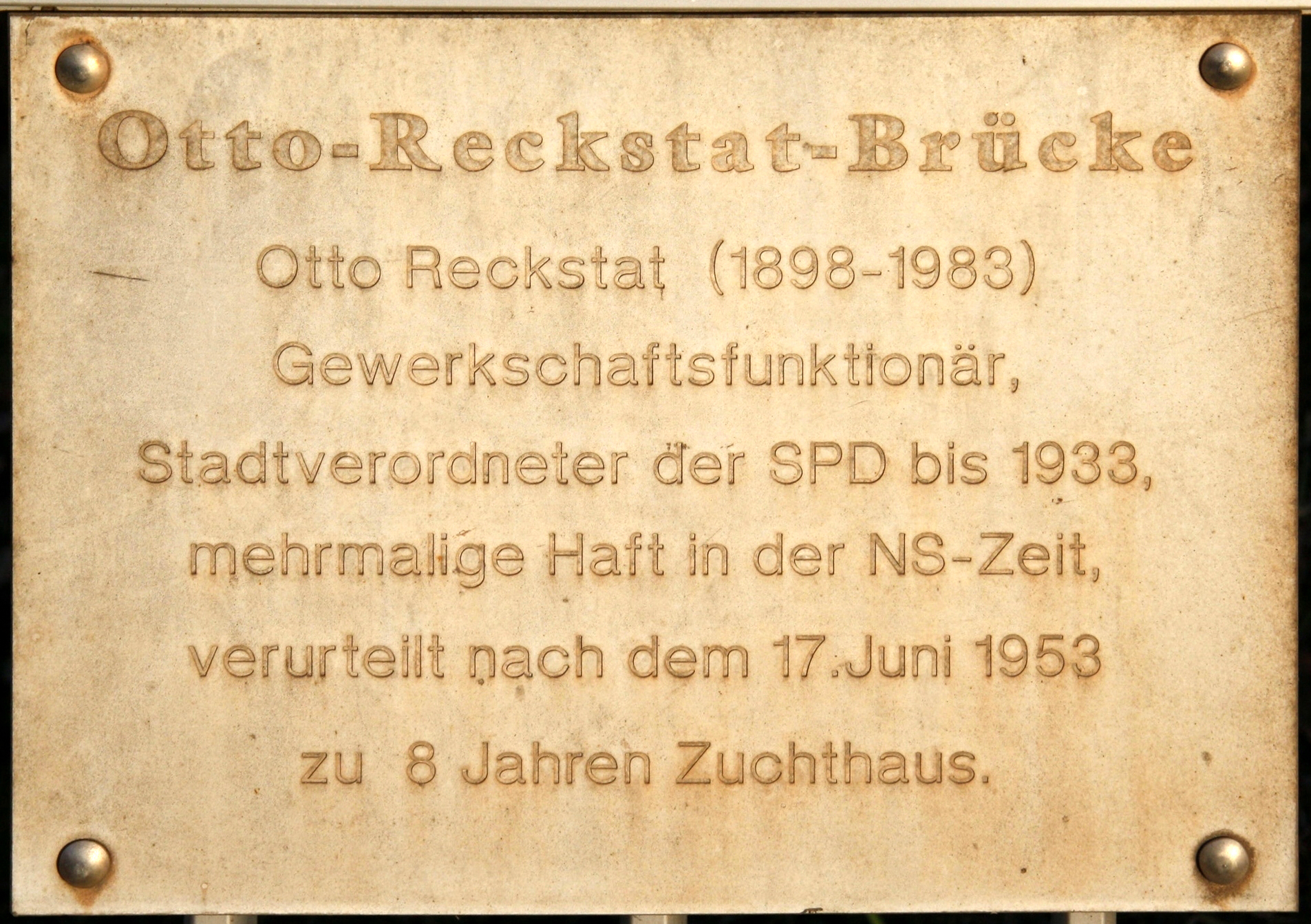
Gedenktafel an der Otto-Reckstat-Brücke in Nordhausen

1998 wurde in Nordhausen die zwischen der Halleschen Straße und der Barbarossastraße gelegene Straßenbrücke über die Zorge nach ihm benannt und erhielt den Namen Otto-Reckstat-Brücke. Am Brückengeländer wurden beidseitig zwei gleiche Gedenktafeln angebracht, die folgende Inschrift zum Gedenken an Otto Reckstat tragen: